# Potok Kobylecki
Potok Kobylecki (Rzeka) – potok, prawy dopływ Leksandrówki o długości 5,19 km i powierzchni zlewni 5,45 km².
Zlewnia potoku znajduje się na Pogórzu Wiśnickim. Potok Kobylecki ma wiele źródeł w porośniętych lasem obszarach miejscowości Łomna, najwyżej położone z nich znajdują się na wysokości około 350 m. Spływa krętym korytem w kierunku północno-wschodnim przez obszar miejscowości Łomna i Kobyle. W Kobylu uchodzi do Leksandrówki na wysokości 242 m.